# 小行星11764
小行星11764（11764 Benbaillaud）是一颗绕太阳运转的小行星，为主小行星带小行星。该小行星于1960年9月19日发现。

## 轨道参数
小行星11764的轨道半长轴为328 349 844 km，2.1948519 UA，离心率为0.068。